# جامعة ألفريد
جامعة ألفريد (بالإنجليزية: Alfred University)‏ هي جامعة خاصة في ألفريد، نيويورك. ويبلغ إجمالي عدد الطلاب الجامعيين حوالي 1،600 طالب.